# Thorvaldsens Museum
Thorvaldsens Museum är ett museum på Slotsholmen i Köpenhamn ägnat åt den danske skulptören Bertel Thorvaldsens liv och verk.
Byggnaden uppfördes 1839–1848 efter ritningar av Michael Gottlieb Bindesbøll i en stil inspirerad av antikens Grekland. Både in- och utvändigt dekorerades museet med rika målade dekorationer i starka färger. Frisen på fasaden visar Thorvaldsens hemkomst från Rom 1838. Den är utförd av den danske målaren Jørgen Sonne. 
Museet innehåller en stor samling av Thorvaldsens skulpturer i både marmor och gips och uppvisar även Thorvaldsens egna samlingar av antikviteter, måleri och teckningar liksom andra personliga tillhörigheter.
Thorvaldsen ligger själv begravd i museets innergård.
På museet visas även konst av andra konstnärer. 

## Bildgalleri

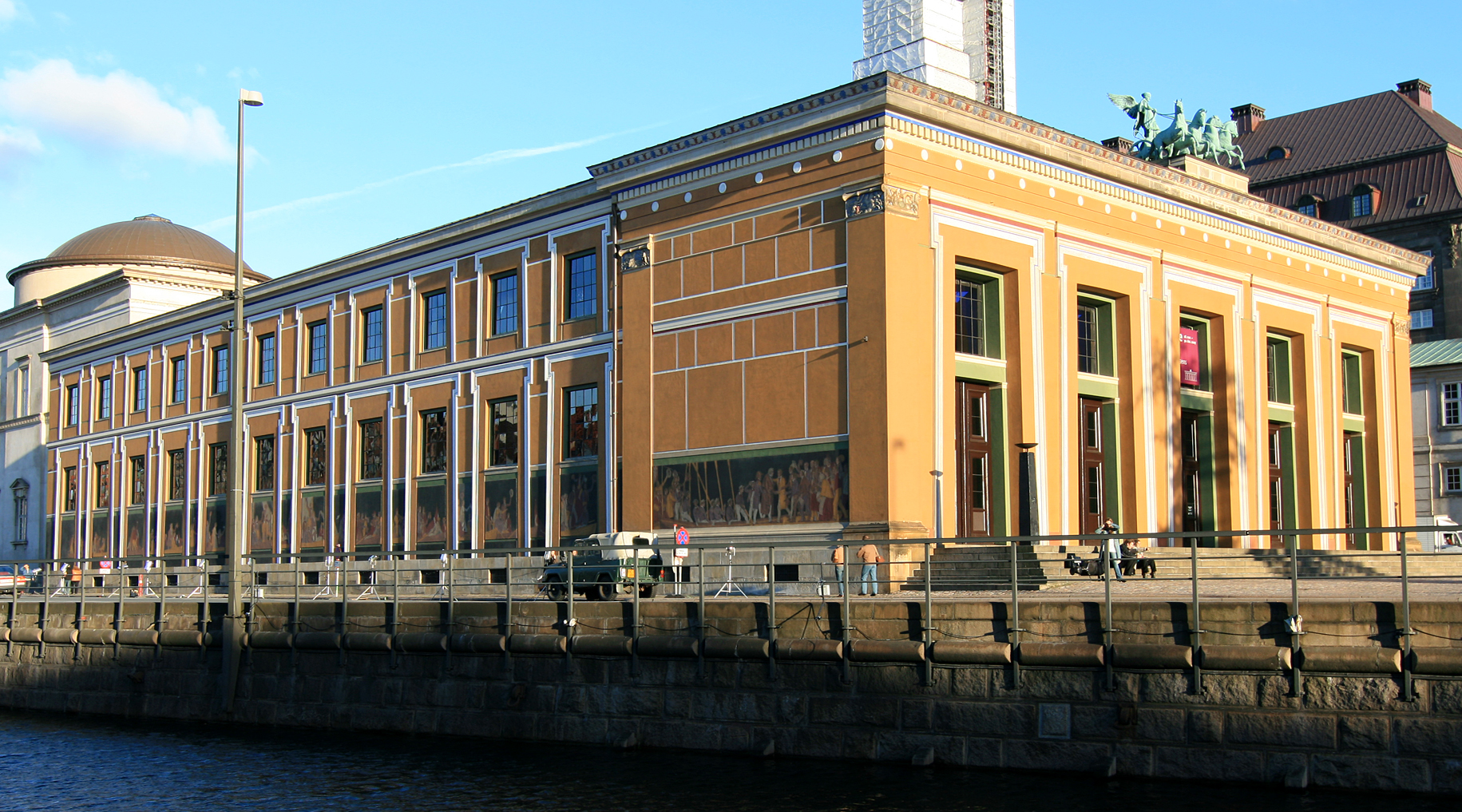
Thorvaldsens Museum. I bakgrunden skymtar Christiansborgs slott.
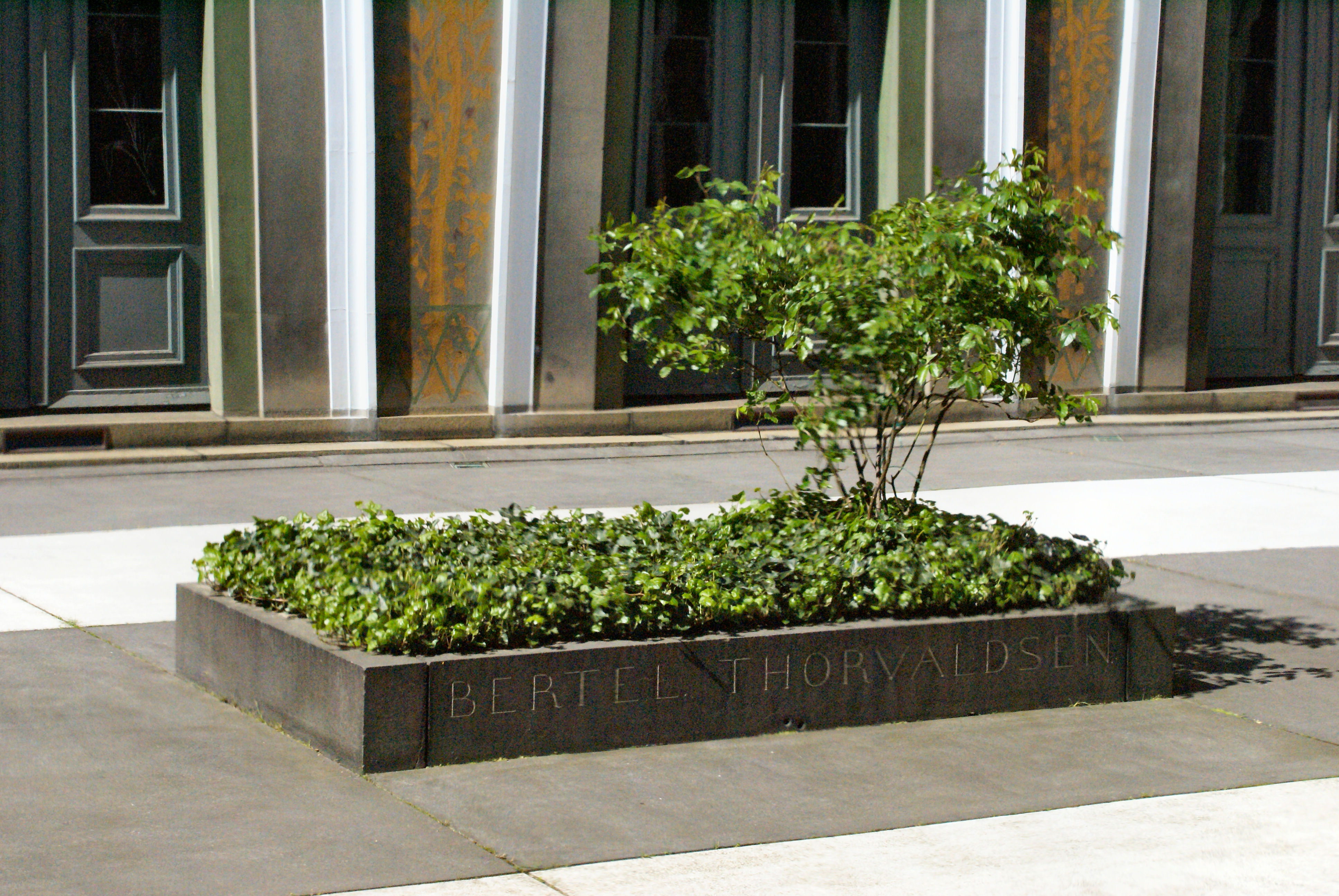
Thorvaldsens grav.
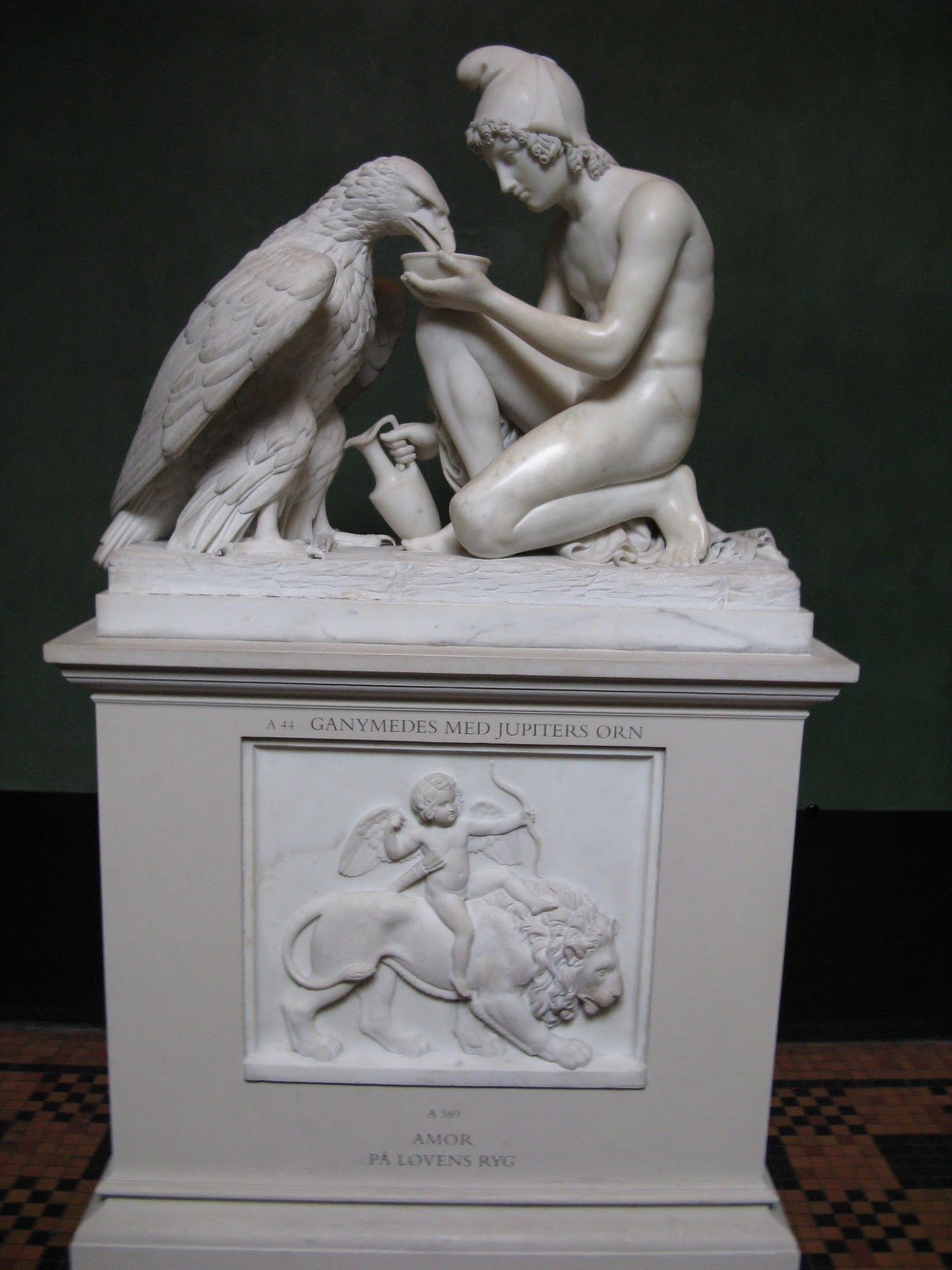
Ganymedes och Jupiters örn av Thorvaldsen.
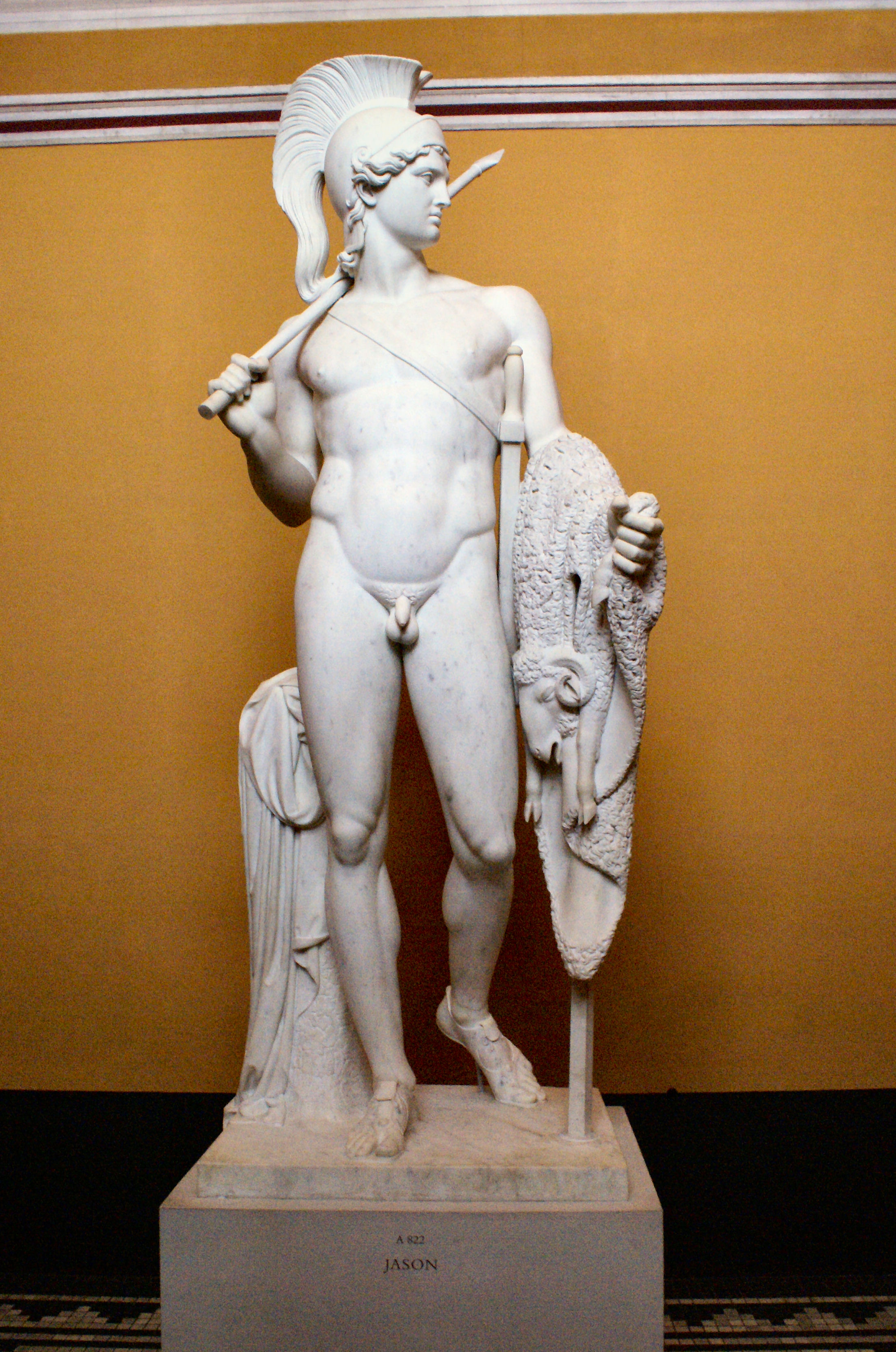
Jason med det gyllene skinnet, ett ungdomsarbete av Thorvaldsen.